# Pedras de Maria da Cruz
Pedras de Maria da Cruz è un comune del Brasile nello Stato del Minas Gerais, parte della mesoregione del Norte de Minas e della microregione di Januária.